# Waldsiedlung

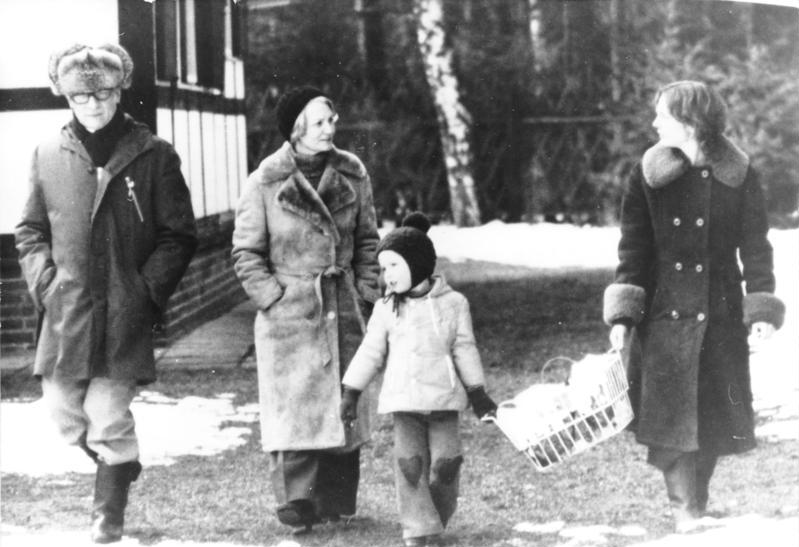
Erich Honecker, son épouse Margot, leur fille Sonja et leur petit-fils Roberto se promenant au Waldsiedlung en 1977.

Waldsiedlung était une zone d'habitation sécurisée destinée aux dirigeants de la République démocratique allemande (RDA). Située à Wandlitz (Brandebourg), à environ 30 km au nord de Berlin, elle accueillit les hiérarques du régime est-allemand dans un certain confort entre 1960 et 1989. Les lieux étaient inaccessibles aux citoyens lambda jusqu'à la réunification allemande.

## Histoire
À la suite de la révolution hongroise de 1956, craignant les effets d'émeutes, la direction du SED (le parti unique de la RDA) décida la construction d'une zone résidentielle sécurisée, plus loin et plus sûre que la rue de Majakowskiring dans le quartier de Pankow, à Berlin (laquelle hébergeait depuis le début de la RDA les personnalités importantes). Les travaux commencent en 1958 et finissent en 1960 ; une agence subordonnée à la Stasi en assure l'organisation.

## Description

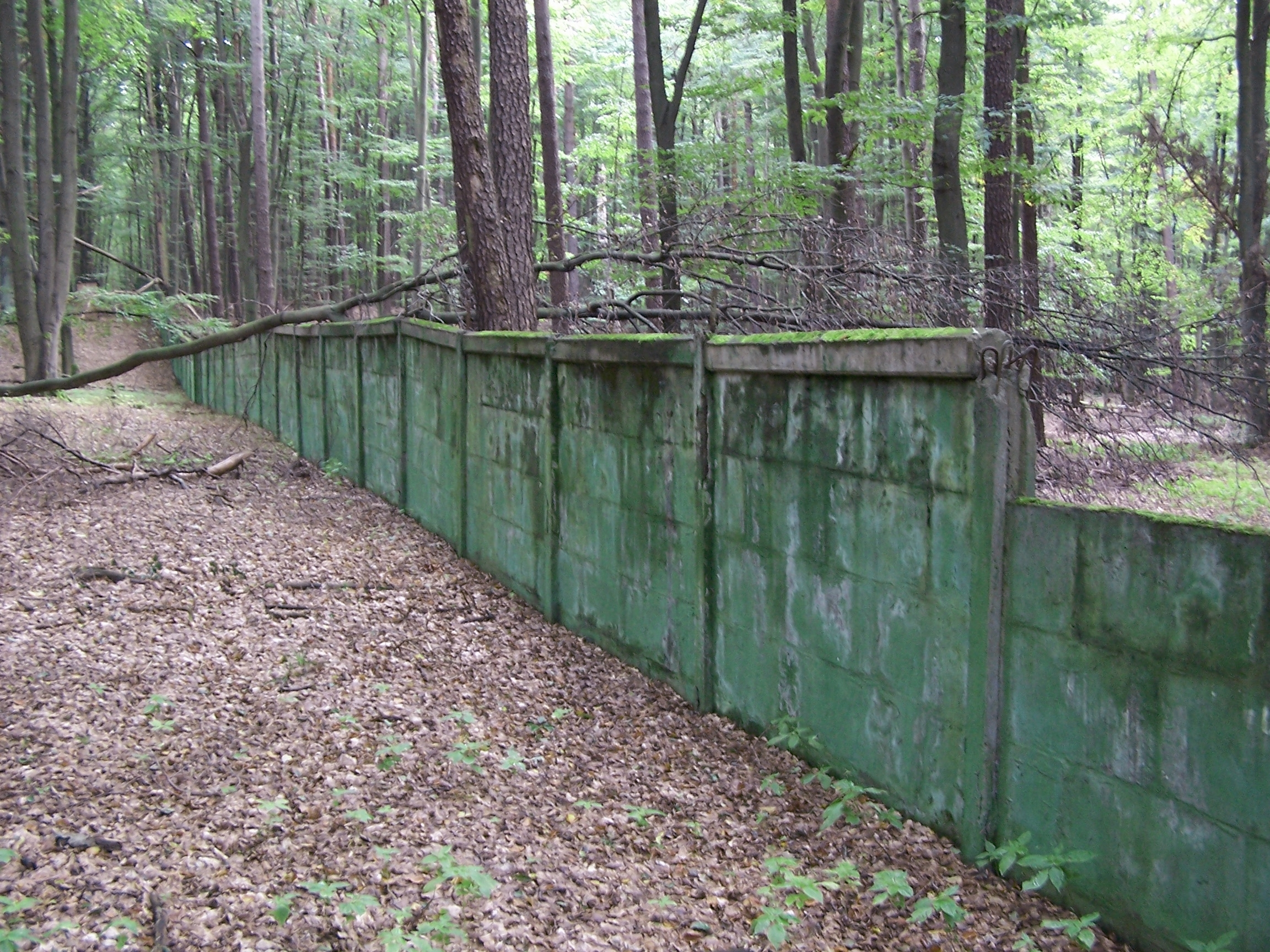
Le mur d'enceinte (photo de 2010).

Waldsiedlung couvre environ 2 km2, bien que le périmètre de la zone n'était pas immédiatement reconnaissable depuis l'extérieur. Une clôture en treillis métallique longue de 5 km en faisait le tour, sur laquelle il était indiqué qu'il s'agissait d'une « zone de recherche sur la faune ». À l'intérieur de ce périmètre se trouvait un mur de sécurité de deux mètres de haut, qui ne pouvait être franchi qu'avec des autorisations spéciales.
Les quatre portes d'accès étaient gardées par le « régiment Felix Dzerzhinsky », lui-même sous les ordres de la Stasi. Entre la clôture extérieure et le mur d'enceinte stationnaient 31 postes de surveillance.
Dans les années 1970, une autoroute à quatre voies fut construite afin de rejoindre directement Berlin.

## Conditions de vie

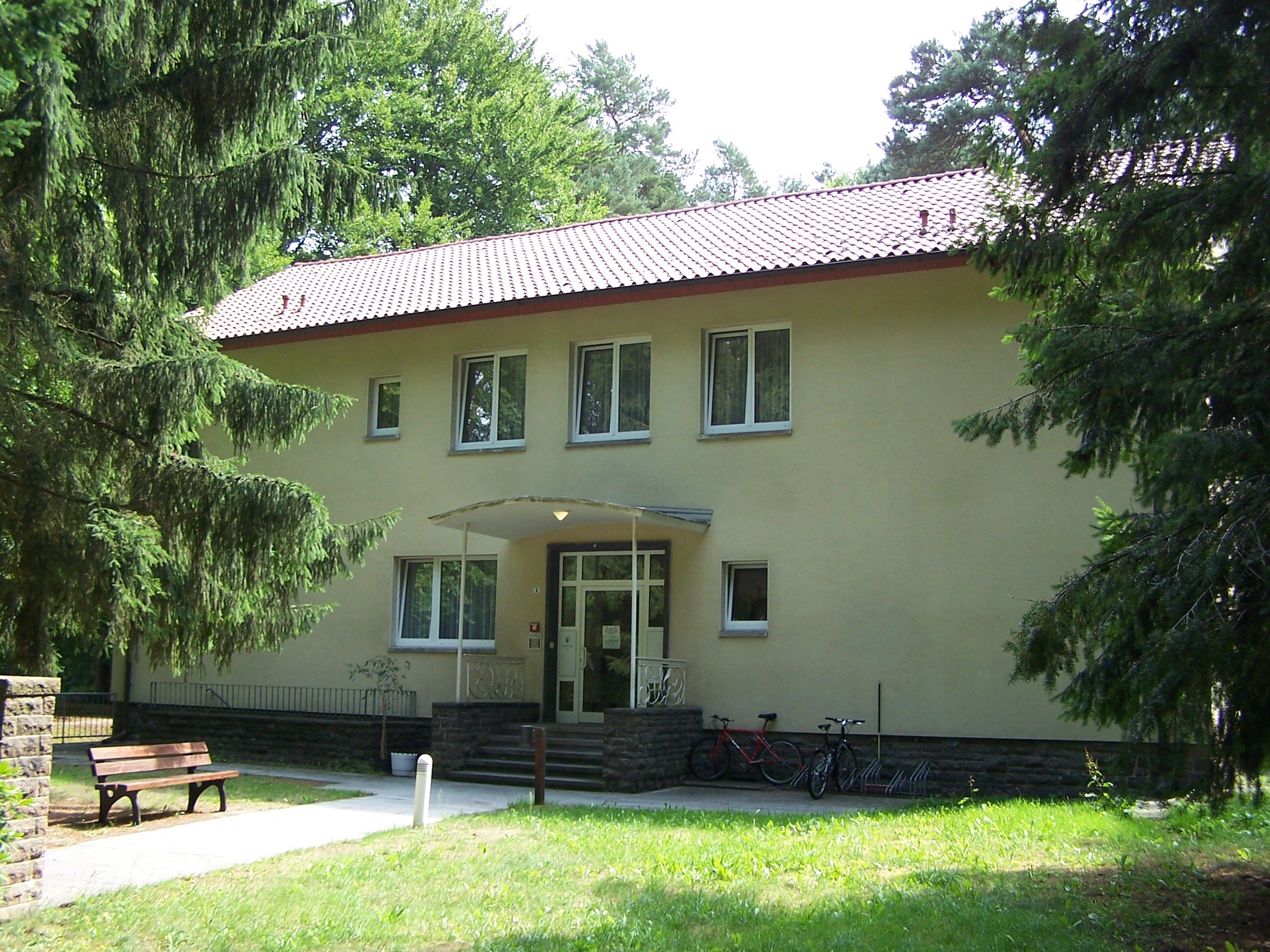
La maison des Honecker, aujourd'hui Habichtweg 5, 16321 Bernau.

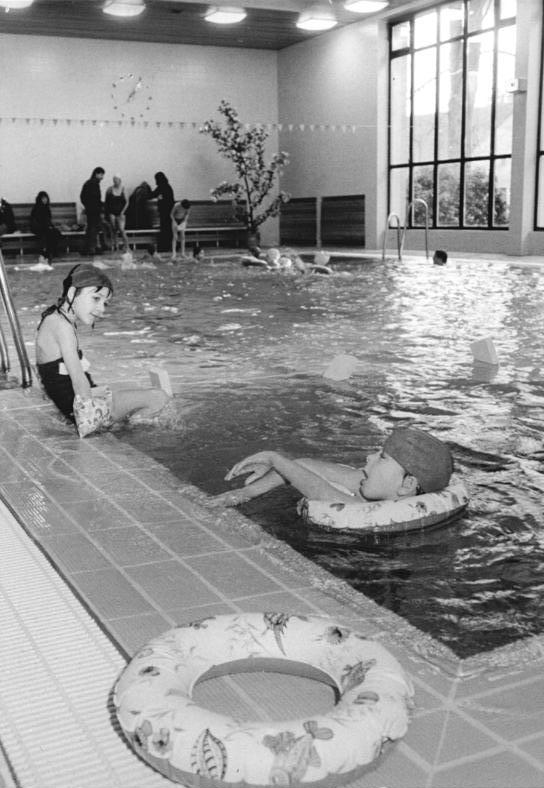
La piscine (photo de 1990).

À l'intérieur du mur d'enceinte, Waldsiedlung se compose de 23 maisons familiales individuelles avec 180 m² de terrain chacune. Le site compte un « club house » avec un cinéma et un restaurant, une boutique où un choix limité de produits occidentaux de luxe pouvaient être achetés avec la monnaie locale, un jardin maraîcher, une clinique, un stand de tir, une piscine, un terrain de sport et des courts de tennis. Il y avait aussi des casernes et des bâtiments pour les employés travaillant sur le site.
Lorsqu'Erich Honecker dirigeait le pays, des cuisiniers ont été réquisitionnés afin de préparer des plats gastronomiques, notamment avec des produits occidentaux de qualité importés de Berlin-Ouest, comme des vins français.
Les Allemands de l'Est surnommaient familièrement le Waldsiedlung « Wandlitz », puis dans les années 1980 « Volvograd » après que l'élite politique du régime eut commencé à utiliser des voitures suédoises plutôt que les traditionnelles limousines soviétiques Chaikas.
Fin 1989, les lieux sont évacués, conformément à une résolution adoptée par le gouvernement d'union nationale mené par Hans Modrow.

## Postérité
Depuis les années 1990, une clinique y est installée.
En juin 2017, le gouvernement du Land de Brandebourg a placé les bâtiments historiques de Waldsiedlung sous protection des monuments.
Depuis 2021, les visites guidées de Waldsiedlung sont autorisées pour tous ceux qui souhaitent découvrir la région.